# Columbina squammata
Columbina squammata е вид птица от семейство Гълъбови (Columbidae).

## Разпространение
Видът е разпространен в Аржентина, Боливия, Бразилия, Венецуела, Колумбия, Парагвай, Тринидад и Тобаго и Френска Гвиана.